# Egyenlő Bánásmód Hatóság
Az Egyenlő Bánásmód Hatóság (EBH) országos hatáskörű államigazgatási szerv volt, amelynek feladata az egyenlő bánásmód megsértése esetén tett panaszok kivizsgálása és az egyenlő bánásmód szempontjainak érvényesítése a közpolitikai folyamatokban. 2021. január 1-én beolvadással megszűnt, az Alapvető Jogok Biztosának Hivatala Egyenlő Bánásmódért Felelős Főigazgatóságaként működik tovább.

## Tevékenysége
Az Egyenlő Bánásmód Hatóság 
- vizsgálatot folytat az egyenlő bánásmód megsértése esetén;
- segítséget nyújt és képviseli a jogaiban sértett személyeket más hatóság vagy a bíróság előtt;
- véleményezi az egyenlő bánásmódot érintő jogszabályok, jelentéseket, tervezeteket;
- jogalkotási javaslatot tesz az egyenlő bánásmód érvényre juttatása érdekében;
- tájékoztatja a közvéleményt az egyenlő bánásmód érvényesülésével kapcsolatos helyzetről;
- együttműködik a társadalmi és érdekképviseleti szervezetekkel, valamint az érintett állami szervekkel.

## Eljárása
Amennyiben az egyenlő bánásmódot állami szerv sérti meg, a hatóság hivatalból jár el. A többi esetben a sértett fél, vagy közérdekű igényérvényesítés esetén a társadalmi vagy érdekképviseleti szervezet beadványa nyomán. A hatóság eljárásaiban a bizonyítási teher megoszlik a sértett és a másik fél között: a sértettnek elég valószínűsíteni az elszenvedett hátrányt, a másik félnek kell bizonyítania, hogy az egyenlő bánásmód követelményét megtartotta vagy arra nem volt köteles.

## Jogi háttér
Az Egyenlő Bánásmód Hatóságot az egyenlő bánásmódról és az esélyegyenlőség előmozdításáról szóló 2003. évi CXXV. törvény hozta létre. A hatóság szervezetét és eljárásának részletes szabályait a 362/2004. (XII.26.) kormányrendelet tartalmazza.

## Külső hivatkozások
- Az Egyenlő Bánásmód Hatóság honlapja